# Ланкастер Мил (Јужна Каролина)
Ланкастер Мил (енгл. Lancaster Mill) град је у америчкој савезној држави Јужна Каролина.

## Демографија
По попису из 2000. године број становника је 2.109.
| Група             | 2000.         | 2010.    |
| Белци             | 916 (43,4%)   | 0 (0,0%) |
| Афроамериканци    | 1.124 (53,3%) | 0 (0,0%) |
| Азијати           | 0 (0,0%)      | 0 (0,0%) |
| Хиспаноамериканци | 56 (2,7%)     | 0 (0,0%) |
| Укупно            | 2.109         | 0        |